# Edward Whymper
Edward Whymper fou un alpinista, explorador, escriptor, il·lustrador i gravador anglès. Va néixer a Londres (Regne Unit) el 27 d'abril de 1840 i morir a Chamonix (França) el 16 de setembre de 1911, on està enterrat. És conegut perquè va reeixir la primera ascensió al cim del mont Cerví el 14 de juliol de 1865

## Inicis
Whymper va néixer a Londres el 27 d'abril de 1840, fill del gravador en fusta, il·lustrador i pintor anglès Josiah Wood Whymper i Elizabeth Whitworth Claridge. Fou el segon d'onze germans. El seu germà gran era Frederick Whymper que va esdevenir també artista i explorador. Va ser instruït per a ser dibuixant i gravador en fusta des dels seus primers anys.

## Els Alps
El 1860, va fer llargues incursions al centre i l'oest dels Alps amb l'encàrrec de fer una sèrie de treballs d'il·lustració sobre escenes alpines. Entre els objectius d'aquest viatge hi havia la il·lustració d'un intent sense èxit d'ascendir el Mont Pelvoux per l'equip del professor, geòleg i alpinista anglès Thomas George Bonney. El Mont Pelvoux, en aquell temps, es considerava el pic més alt dels Alps del Delfinat. Whymper va completar exitosament l'ascens al Mont Pelvoux el 1861, la primera d'una sèrie d'ascensions que van portar claredat a la topografia de l'àrea, en un temps en què era imperfectament reflectida als mapes.
Des del cim del Mont Pelvoux, Whymper va descobrir que era sobrepassat en alçada per un pic veí, que posteriorment rebrà el nom Barre des Écrins. Aquest cim era el punt més alt dels Alps francesos fins al 1860, posició que amb l'annexió de Savoia a França pel tractat de Torí passà al Mont Blanc. Whymper va escalar la Barre des Écrins el 1864 amb Horace Walker, A.W. Moore i els guies Christian Almer, pare i fill.
Del 1861 al 1865 va reeixir diverses ascensions al Massís del Mont Blanc i als Alps Penins, com ara el primer ascens a l'Agulla d'Argentière i el mont Dolent el 1864, l'Aiguille Verte (pel corredor anomenat en honor seu Couloir Whymper), el Grand Cornier i el primer ascens a la punta Whymper de les Grandes Jorasses el 1865, així com el primer creuament del Pas de Moming el mateix any. Segons les seves pròpies paraules, el seu únic fracàs va ser a l'aresta oest del Dent d'Hérens el 1863. El seu succés a l'Aiguille Verte el 29 de juny de 1865, acompanyat pels guies Christian Almer i Franz Biner que eren suïssos del Valais, va provocar ressentiments a Chamonix.
La història de les seves ascensions alpines és el tema central del seu llibre Scrambles Amongst the Alps in the Years 1860-69 (Londres 1871).
A més dels Alps, Whymper es va interessar en altres massisos. Va fer ascensions al Pirineu, inclòs els cims del Vignemale i del mont Perdut amb el guia Célestin Passet.
Va viure a la cruïlla de la història de l'alpinisme, entre l'alpinisme d'exploració i l'alpinisme esportiu. Els seus llibres encara eren plens d'anotacions científiques sobre les glaceres, mesures baromètriques, i altres qüestions, que ja no es trobarien habitualment en els dels alpinistes posteriors.

## El Cerví

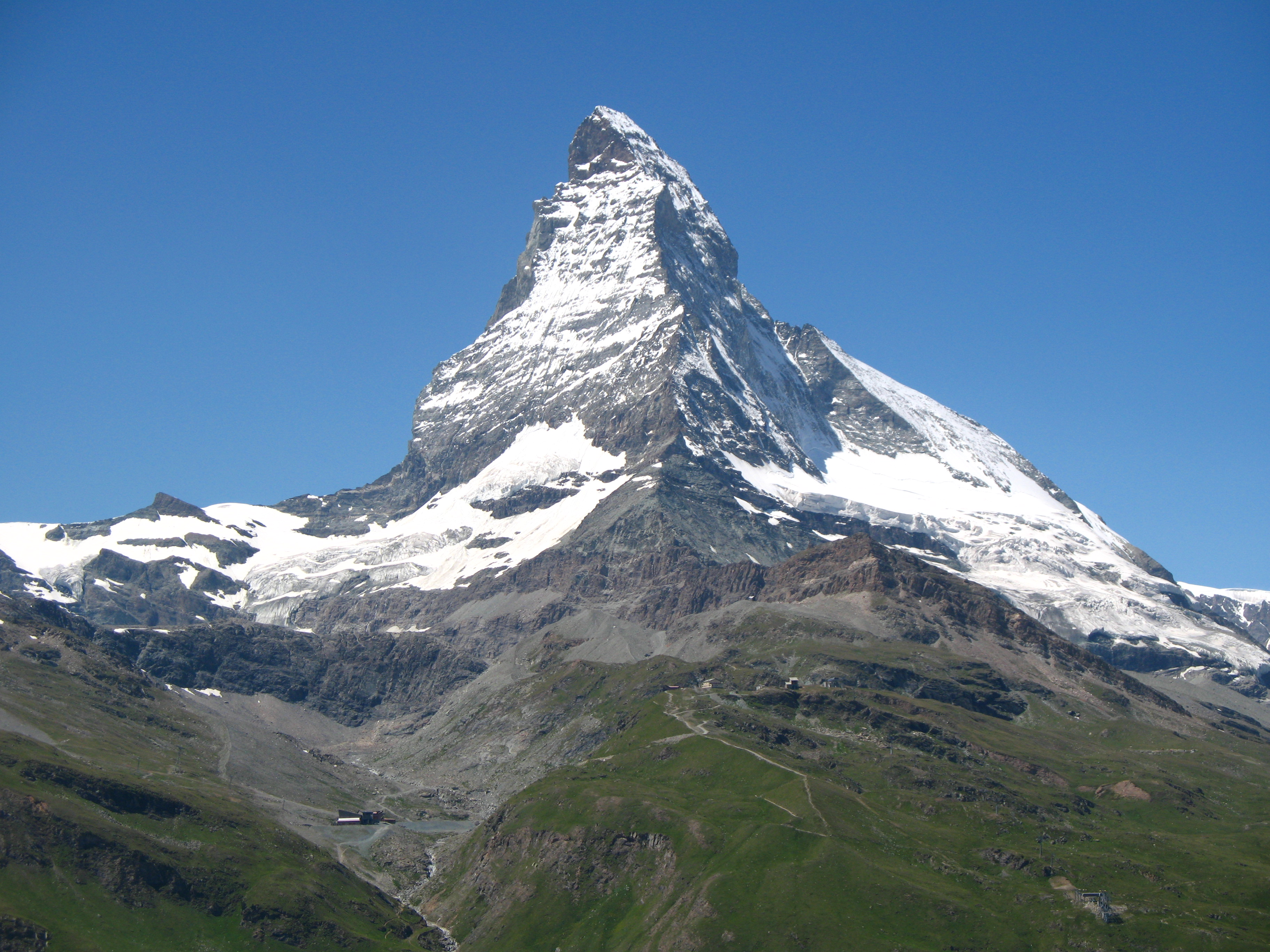
Cares est i nord del Cerví, separades per l'aresta Hörnli, via d'ascensió de Whymper.

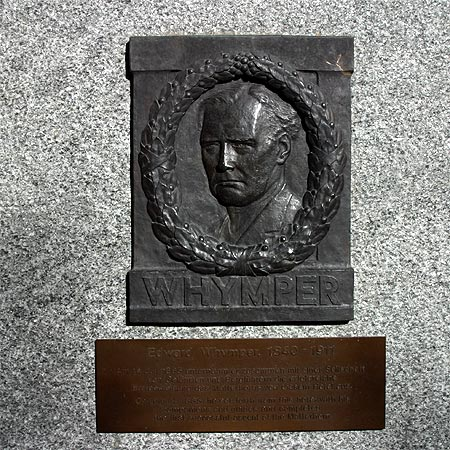
Placa commemorativa a Zermatt

Incansable i excepcional caminador, va recórrer intensament els Alps Occidentals fins que va caure en la fascinació del Cerví, el cim del qual seguia intacte malgrat nombrosos intents d'altres escaladors de l'època, com el naturalista i alpinista John Tyndall. El professor Tyndall i Whymper s'emularen entre si en intents infructuosos per a conquerir el cim per la cresta sud-oest italiana o aresta del Leone.
Whymper, després de vuit intents fallits de pujar pel costat italià, a vegades acompanyat per Jean-Antoine Carrel, un caçador i guia de muntanya Valtournenche, s'inclinava a intentar-ho per la cara est. Creia que la seva aparença vertical vista des de Zermatt era una il·lusió òptica, i que el descens de l'estrat, que del vessant italià formava una sèrie continua de sortints, faria que el vessant contrari fos una escala natural.
Finalment el 13 de juliol de 1865, davant del fet que Carrel havia organitzat un intent italià que havia sortit el dia onze de juliol des de Breuil, va improvisar una cordada amb el guia francès de Chamonix Michael Croz que fortuïtament era disponible a Zermatt, iniciant l'escalada. Dies abans Carrel havia fet caps i mànigues per despistar Whymper, que el dia 10 era a Breuil, incitant-lo a acomiadar els seus guies i així treure'l del mig de la cursa pel cim. L'intent de Carrel pretenia guiar al cim el ministre italià de finances i també alpinista Quintino Sella (fundador del Club Alpino Italiano (CAI) el 1863).
Whymper va tornar a Zermatt el dia 12 de juliol travessant el coll de Sant Teòdul, per reunir-se amb Croz, amb qui ja havia tingut l'oportunitat d'ascendir diversos pics com ara la Barre des Écrins, els guies de Zermatt Peter Taugwalder pare i fill, i els compatriotes anglesos Lord Francis Douglas, Robert Douglas Hadow, i el reverend Charles Hudson.
Els escaladors van sortir de Zermatt el 13 de juliol, i van arribar al cim el dia 14 de juliol de 1865, amb força més facilitat de l'esperada, després d'ascendir l'aresta Hörnli, fins llavors considerada molt més difícil, però en realitat molt més fàcil a causa de l'orientació de les capes de roques, tal com pensava Whymper. Del cim estant, van poder comprovar com el grup de Carrel encara no havien vençut el cim, car els van poder localitzars uns quants centenars de metres més avall pel vessant italià. Carrel en veure'ls al cim, va retirar-se, tot i que dies després va reeixir amb èxit la primera ascensió pel vessant italià en un nou i definitiu intent.
Durant el descens, el feble i inexpert Hadow va caure damunt Croz, arrossegant-lo cap avall. El pes dels dos va fer caure també Douglas i Hudson. Taugwalder i Whymper van poder resistir l'estrebada, però la corda es va trencar entre ells i els altres quatre, que es van precipitar al buit. La tragèdia va ennuvolar la conquesta del cim considerat llavors el més difícil dels Alps. Existeix la controvèrsia de si la corda va ser tallada o no pel guia Peter Taugwalder pare, però una investigació formal no en va trobar cap prova. A Zermatt es va seguir un procés en el qual es va atribuir la causa de la tragèdia al trencament de la corda. La història d'aquests fets al Cerví ocupa gran part del seu llibre Scrambles Amongst The Alps In The Years 1860-1869 publicat el 1871, el qual conté a més il·lustracions dibuixades pel mateix Whymper.
La tragèdia, àmpliament difosa pels diaris britànics i americans de l'època, ja que tres de les víctimes eren ciutadans britànics, ha generat durant molt temps gran atenció i controvèrsia no només en el medi alpí. Per exemple, hi va haver qui, a Anglaterra, va proposar prohibir les activitats de muntanyisme per ser extremadament perilloses. No obstant això, Whymper fou aclamat com un gran alpinista, i després va tenir alguns èxits molt audaços.
La ruta d'ascens de Whymper per l'aresta Hörnli és avui en dia la ruta normal des del vessant suís.

## Exploracions a Groenlàndia (1867 i 1872)
Whymper va planificar la seva campanya de 1865 per posar a prova les seves habilitats de recerca de noves rutes com a preparació d'una expedició a Groenlàndia el 1867. L'exploració a Groenlàndia va donar lloc a una important col·lecció de fòssils de plantes, que van ser descrits pel professor Heer i dipositats al Museu Britànic. L'informe de Whymper és a la memòria de la British Association de 1869. Encara que obstaculitzat per la falta de subministraments i una epidèmia entre la població local, va demostrar que l'interior de Groenlàndia pot ser explorat amb l'ús de trineus de construcció adequada. Així va, contribuir a un avanç important per l'exploració de l'Àrtida. En una altra expedició, el 1872 es va dedicar a fer un estudi de la costa.

## Exploració a Amèrica del Sud (1880)

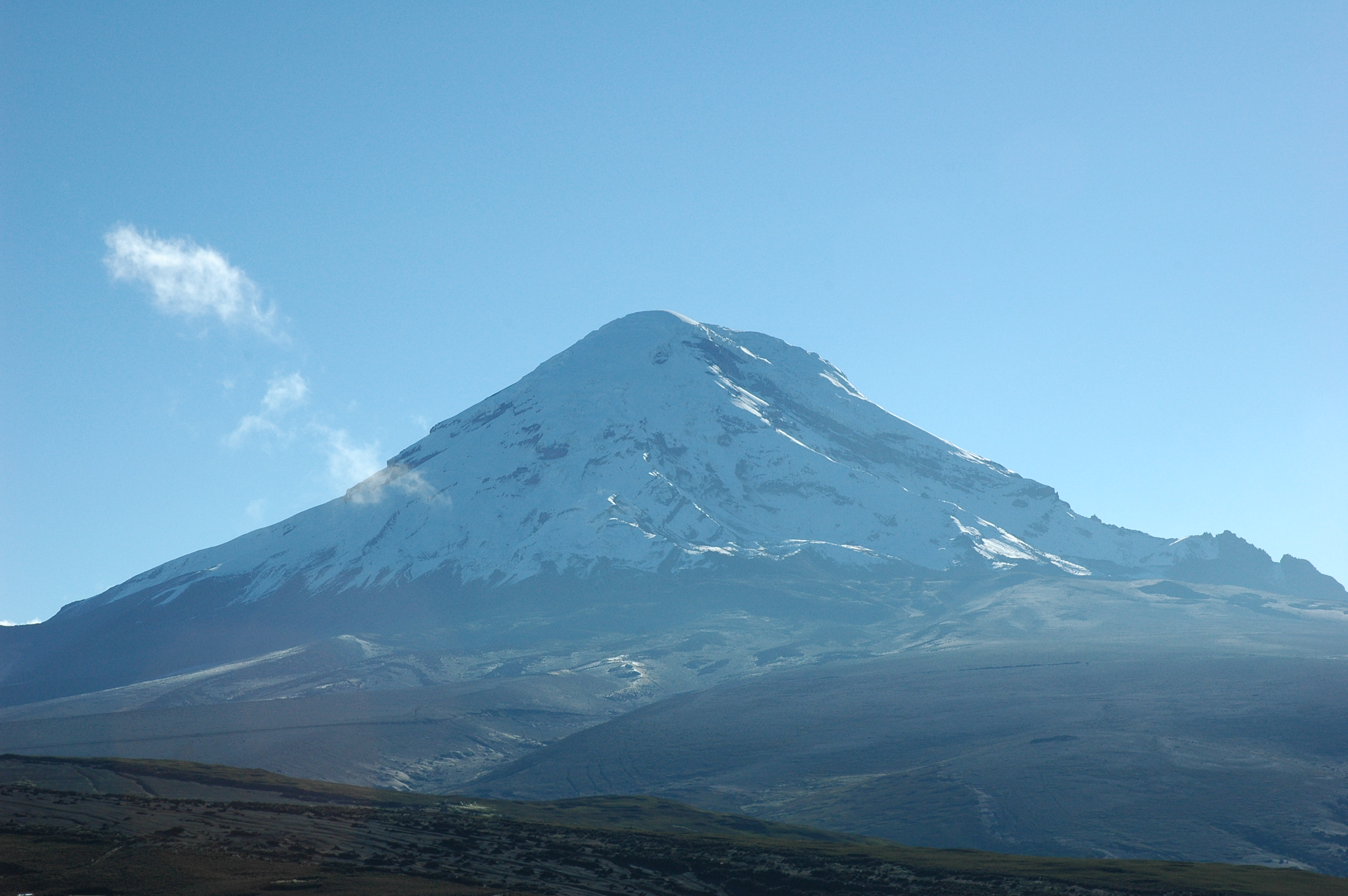
Chimborazo

Posteriorment a la campanya de Groenlàndia, Whymper va organitzar una expedició als Andes de l'Equador l'any 1880, orientada principalment per recopilar dades per l'estudi del mal d'altura i l'efecte de la reducció de la pressió atmosfèrica sobre el cos humà. El seu guia principal fou el seu antic adversari a la conquesta del Cerví, Jean Antoine Carrel, acompanyar pel seu germà Louis.
Durant 1880, Whymper va pujar dues vegades al Chimborazo (6.310 m), assolint-ne la primera ascensió. Va passar una nit al cim del Cotopaxi (5.897 msnm) i va assolir les primeres ascensions de més de mitja dotzena d'altres grans pics. Al llarg de sis mesos, varen recórrer l'altiplà de la depressió interandina, passant un total de 36 nits per damunt dels 4000 metres. Els experiment científics van completar les accions esportives, ambt prospeccions geològiques, glaciològiques i vulcanològiques. Els germans Carrel van haver de carregar quilos de còdols i cendres.
El 1892, va publicar els resultats del seu viatge en un volum titulat Travels amongst the Great Andes of the Equator (Viatges entre els grans Andes de l'Equador). Aquest llibre ofereix un nou cos de coneixement sobre la vida a gran altitud en regions gairebé desconegudes llavors. Les seves observacions sobre el mal d'altura el van portar a concloure que era causat per una reducció en la pressió atmosfèrica, el que disminueix els valors de l'aire inhalat, i per l'expansió de l'aire o gas dins del cos, provocant pressió sobre els òrgans interns. Els efectes produïts per l'expansió de gasos pot ser temporal i es dissipen quan l'equilibri s'ha restablert entre la pressió interna i externa. La publicació del seu treball va ser reconegut per la Royal Geographical Society amb la Patron's medal de 1892.
Les seves experiències a Amèrica del Sud el varen convèncer d'alguns errors seriosos en les lectures del baròmetre aneroide a gran altura. Va publicar les observacions en l'obra How to Use the Aneroid Barometer (Com fer servir el baròmetre aneroide) i va proposar millores significatives de disseny.
Ascensions durant la campanya de 1880
- Primera al Chimborazo (6.310 m) el 4 de gener, amb Louis i Jean Antoine Carrel.[24] Segona el 3 de juliol, per altre via, amb els equatorians David Beltrán i Francisco Campaña.[24]
- Segona al Corazon (4.816 m) el 2 de febrer.[24]
- Segona al Cotopaxi (5.897 m) (6.005 m) el 18 i 19 de febrer.[24]
- Primera al Sincholagua (5.220 m) el 23 de febrer.[24]
- Primera a l'Antisana (5.766 m) el 10 de març.[24]
- Primera al Guagua Pichincha (4.787 m) el 22 de març.[24]
- Primera al Cayambe (5.860 m) el 4 d'abril.[24]
- Primera al Sara-Urcu (4.900 m) el 17 d'abril.[24]
- Primera al Cotacachi (4.970 m) el 24 d'abril.[24]
- Primera al cim sud d l'Illiniza (5.305 m) el 4 de maig.[42]
- Primera al cim occidental del Carihuairazo (5.060 m) el 29 de juny.[24]

## Les Rocoses Canadenques
A principi de 1900, Wympher va visitar en diverses ocasions les Rocoses Canadenques i va arribar a acords amb la Canadian Pacific Railway (CPR) per promoure les Muntanyes Rocoses del Canadà i el ferrocarril quan donava conferències. A canvi, la CPR va acordar pagar els costos de transport per a ell i els seus quatre guies. El 1901, Whymper i els seus quatre guies (Joseph Bossoney, Christian Kaufmann, Christian Klucker, i James Pollinger) van fer les primeres ascensions del mont Whymper, de 2.844 m (51° 13′ 28″ N, 116° 05′ 55″ O / 51.22445°N,116.09861°O) a la Columbia Britànica, que va ser rebatejat amb el seu nom (abans fou anomenat com mont Lefroy), i del pic Stanley de 3153 msnm (51° 10′ 12″ N, 116° 03′ 12″ O / 51.17000°N,116.05333°O) a l'àrea del pas de Vermilion (Columbia Britànica).
De manera confonedora, el seu germà Frederic Whymper també té una muntanya, a l'illa de Vancouver (Columbia Britànica), que porta el seu nom mont Whymper, de 1539 m (48° 57′ 04″ N, 124° 09′ 43″ O / 48.95111°N,124.16194°O) per la seva participació com artista dibuixant en l'expedició d'exploració de l'illa de Vancouver ( Vancouver Island Exploring Expedition) de 1864 de Robert Brown.

## Defunció

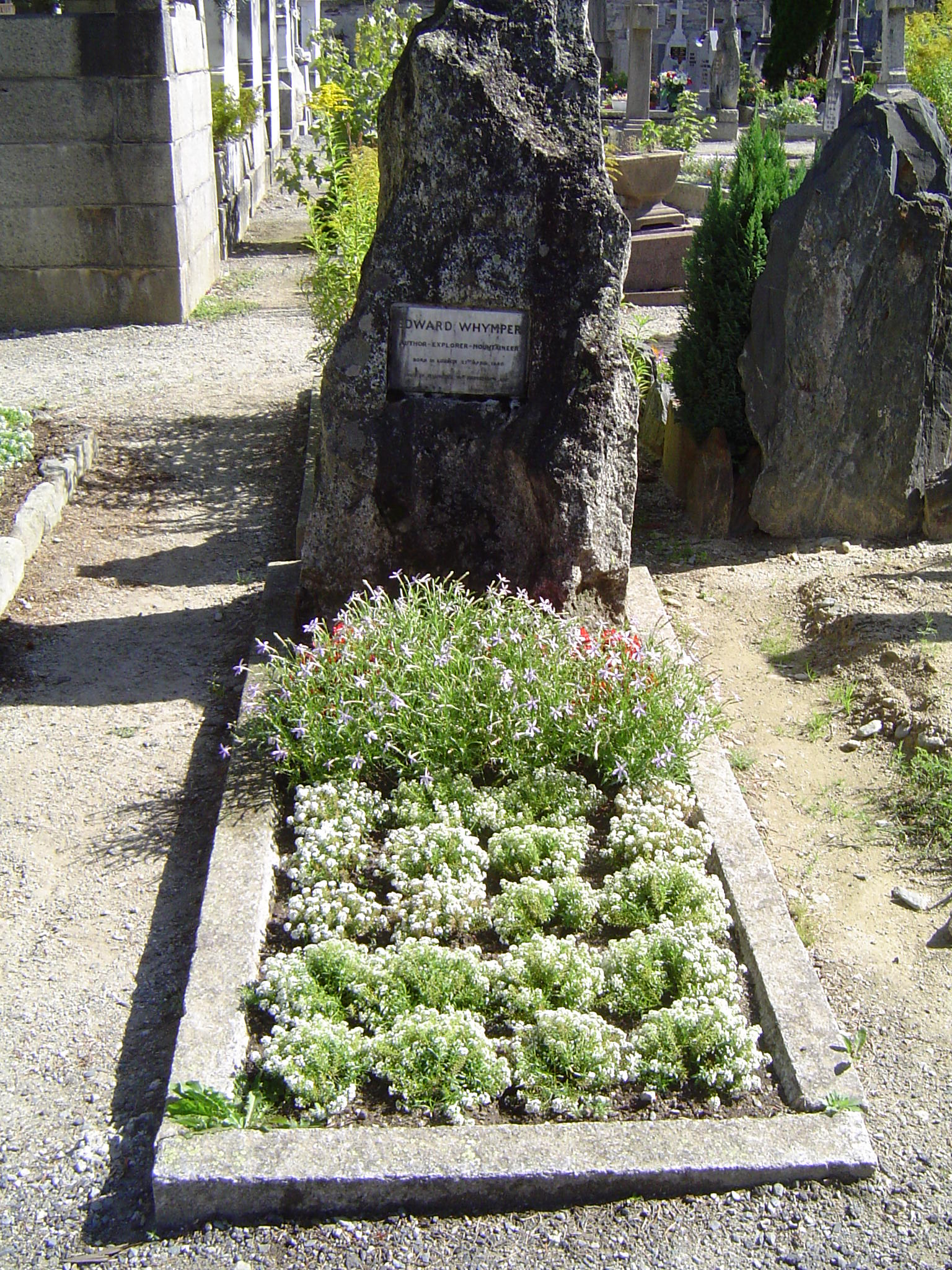
Tomba de Whymper al cementiri de Chamonix

El 16 de setembre de 1911, Edward Whymper va morir a l'edat de 71 anys, a Chamonix. Els dies previs es va trobar malament, però va blocar la porta de la seva cambre a l'hotel i es va negar a rebre atenció mèdical, fins que va morir sol. S'especula que era víctima d'alcohol, addicció que alguns creuen que va desenvolupar com a refugi per oblidar la tragèdia de la conquesta del Cerví. Està enterrat al cementiri de Chamonix, França.
| «                | Every night, do you understand, I see my comrades of the Matterhorn slipping on their backs, their arms outstretched, one after the other, in perfect order at equal distances—Croz the guide, first, then Hadow, then Hudson, and lastly Douglas. Yes, I shall always see them… | » |
| — Edward Whymper | |   |

## Il·lustrador
Quan no escalava, Whymper gravava il·lustracions per a llibres i revistes. Era un consumat escriptor i dibuixant, i va publicar en els llibres de les seves ascensions alguns dels relats heroics més famosos de l'alpinisme l'època victoriana, enriquits amb els seus gravats. Entre els llibres que va il·lustrar hi ha el del també alpinista Florence Crauford Grove The Frosty Caucas (1875), així com dues guies de Chamonix i Zermatt.

## Obra escrita

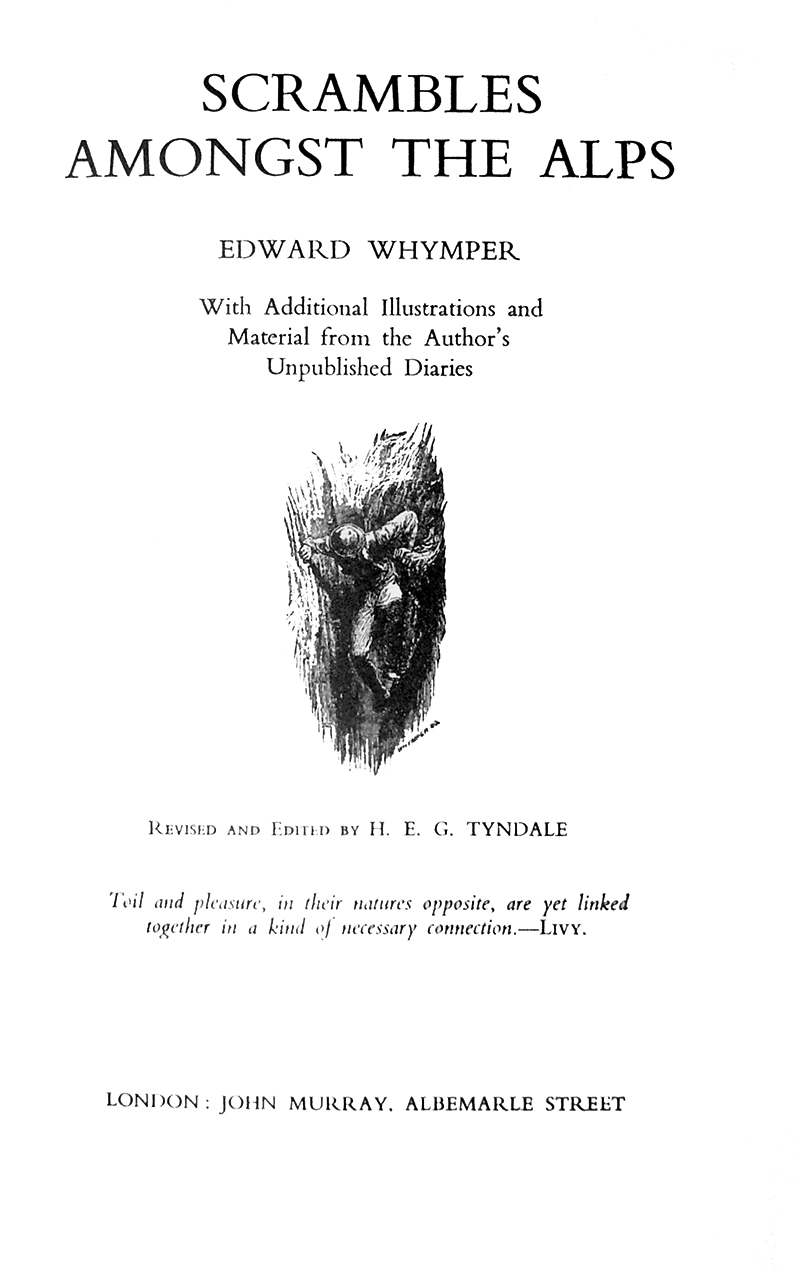
Scrambles Amongst the Alps

- Whymper, Edward. «The ascent of Mont Pelvoux». A: Kennedy, Edward Shirley (ed.) - Alpine Club (ed.). Peaks, Passes, and Glaciers; being Excursions by Members of the Alpine Club.  Londres: Longman, Green, Longman, and Roberts, 1862, p. 223-256.
- Whymper, Edward. Scrambles Amongst the Alps in the Years 1860-69.  Londres: J. Murray, 1871, p. 492 pp.
- Whymper, Edward. The ascent of the Matterhorn, 1880, p. 61 pp.
- Whymper, Edward. Travels Amongst the Great Andes of the Equator.  Londres: J. Murray, 1892, p. 456 pp.
- Whymper, Edward. Supplementary appendix to Travels amongst the great Andes of the Equator.  Londres: J. Murray, 1891, p. 147 pp.
- Whymper, Edward. How to use the aneroid barometer.  Londres: J. Murray, 1891, p. 61 pp.
- Whymper, Edward. Chamonix and the range of Mont Blanc: a guide.  Londres: J. Murray, 1896.
- Whymper, Edward. A Guide to Zermatt and the Matterhorn.  Londres: J. Murray, 1897.
- Whymper, Edward. Episodes from the ascent of the Matterhorn.  Londres: Harrap, 1928, p. 191 pp.
- Whymper, Edward; Smith, Ian. The apprenticeship of a mountaineer: Edward Whymper's London diary 1855-1859.  Londres: London Record Society, 2008, p. 241 pp.

## Biografies
- Smythe, Francis Sydney. Edward Whymper.  Londres: Hodder and Stoughton, 1940.
- Smythe, F. S.; Seylaz, L. (tr.). Edouard Whymper. Le vainqueur du Cervin.  Lausana: Novos, 1944.
- Chamson, Max. Whymper, Le fou du Cervin.  París: Perrin, 1986. ISBN 2262003939.
- Unsworth, Walt. Matterhorn Man. The life and adventures of Edward Whymper.  Londres: Gollancz, 1965.
- Smith, Ian. Shadow of the Matterhorn: the life of Edward Whymper..  Carreg:Ross-on-Wye, 2011. ISBN 978-0-9563163-1-8.
- Henry, Emil William. Triumph and Tragedy: The Life of Edward Whymper.  Leicester: Matador - Troubadour Publishing, 2011. ISBN 978-1848765-788.